# 上费利兹
上费利兹是巴西南大河州的一个市镇。总面积79.204平方公里，总人口2934人，人口密度37人/平方公里。